# Zygostates
Zygostates, rod orhideja iz Južne Amerike smješten u podtribus Oncidiinae.

## Vrste
Postoji 25 priznatih vrsta:
1. Zygostates aderaldoana Toscano, L.P.Félix & Dornelas
2. Zygostates alleniana Kraenzl.
3. Zygostates apiculata (Lindl.) Toscano
4. Zygostates bradei (Schltr.) Garay
5. Zygostates chaparensis Toscano & R.Vásquez
6. Zygostates cornigera (Cogn.) Toscano
7. Zygostates cornuta Lindl.
8. Zygostates dasyrhiza (Kraenzl.) Schltr.
9. Zygostates densiflora (Senghas) Baptista
10. Zygostates grandiflora (Lindl.) Mansf.
11. Zygostates kuhlmannii Brade
12. Zygostates ligulata Toscano & Werkh.
13. Zygostates linearisepala (Senghas) Toscano
14. Zygostates luerorum Toscano & R.Vásquez
15. Zygostates lunata Lindl.
16. Zygostates morenoi Toscano
17. Zygostates multiflora (Rolfe) Schltr.
18. Zygostates nectarifera (Senghas) Toscano
19. Zygostates obliqua (Schnee) Toscano
20. Zygostates octavioreisii Porto & Brade
21. Zygostates ovatipetala (Brade) Toscano
22. Zygostates papillosa Cogn.
23. Zygostates pellucida Rchb.f.
24. Zygostates pustulata (Kraenzl.) Schltr.
25. Zygostates riefenstahliae R.Vásquez & I.G.Vargas

## Sinonimi
- Dactylostylis Scheidw.
- Dipteranthus Barb.Rodr.